# Довбня, Александр Евгеньевич
Алекса́ндр Евге́ньевич До́вбня (род. 14 февраля 1996, Москва) — российский футболист, защитник. Чемпион Европы 2013 года в возрастной категории до 17 лет.

## Биография

### Клубная карьера
Воспитанник московского «Локомотива». Первый тренер — Александр Александрович Харитонов. В 2013—2016 годах выступал за дублирующий состав «Локомотива» в молодёжном первенстве России, проведя 52 матча и забив 1 гол. В сентябре 2016 года на правах свободного агента перешёл в команду Высшей лиги Кипра «Этникос» Ахна. 31 января 2018 подписал контракт с кипрским клубом «Пафос» на полтора года. В июле 2019 года перешёл в тульский «Арсенал». В январе 2020 года перешёл в волгоградский «Ротор». В июне 2020 года закончился срок аренды.В феврале 2022 года контракт с «Арсеналом» был расторгнут. После этого тренировался с московским «Торпедо», но стороны не смогли договориться о контракте. В итоге перешёл в казахстанский «Кызыл-Жар», за который провёл две игры.
С сентября по ноябрь 2022 года выступал за медиафутбольную команду «Амкал».

### Карьера в сборной
Входил в финальную заявку на чемпионат Европы 2013 года среди юношей не старше 17 лет. По итогам турнира сборная России стала чемпионом.
В 2017—2018 годах привлекался в молодёжную сборную России, в составе которой дебютировал 24 марта в товарищеской игре против Румынии (5:1).

## Достижения
«Локомотив» (Москва)
- Победитель молодёжного первенства России: 2015/16

Россия (до 17)
- Победитель чемпионата Европы (до 17 лет): 2013